# 銀似鱎
銀似鱎（學名：Toxabramis argentifer），為輻鰭魚綱鯉形目鲴科似鱎属的其中一種。分布於亞洲中國淡水流域，棲息在河川底中層水域，生活習性不明。

## 扩展阅读
維基物種上的相關：銀似鱎